# День кинжалов
День кинжалов — событие Великой французской революции, произошедшее 28 февраля 1791 года. В этот день сотни дворян со скрытым оружием, в том числе с кинжалами, отправились во дворец Тюильри в Париже, чтобы защитить короля Людовика XVI, в то время как маркиз де Лафайет и национальная гвардия находились в Венсене, предотвращая бунт. Началось противостояние между гвардейцами и дворянами, поскольку гвардейцы думали, что дворяне пришли забрать короля. В конце концов, король приказал дворянам сдать оружия, и они были насильно выдворены из дворца.

## Предыстория
Начиная со второй половины 1789 года беспорядки в Париже стали обыденным явлением. Таким образом парижане выразили свое недовольство Учредительным собранием и принимаемыми им законами. Разгул насилия в Париже привёл к тому, что всё большее число представителей знати эмигрировали из Парижа в поисках иностранной помощи или с целью поднять восстание в южных провинциях. Французская эмиграция представляла собой массовое движение тысяч французов, принадлежащих к различным социально-экономическим классам, хотя оно началось в основном с миграции членов первого и второго сословий, духовенства и знати. Поводом для их бегства были беспорядки в Париже, но основная причина заключалась в том, что они были в корне несогласны со свержением старого порядка, который предлагал привилегии, к которым эти сословия уже привыкли.
Среди эмигрировавших дворян были тетки короля Людовика XVI — Мария Аделаида и Виктория. Они решили искать убежища рядом с папой, и 19 февраля 1791 года отправились в паломничество в Рим. Однако они были задержаны сотрудниками муниципалитета коммуны Арне-ле-Дюк. Учредительное собрание устроило длительные дебаты по поводу их отъезда, которые закончились только тогда, когда государственный деятель Жак-Франсуа де Мену пошутил по поводу озабоченности Собрания действиями «двух старух». После этого им было разрешено продолжить путешествие.
Пошёл слух, что король и королева вскоре последуют примеру тётушек и сбегут из Парижа. 24 февраля 1791 года большая группа встревоженных и сбитых с толку протестующих пришла во дворец Тюильри, где проживал король, с просьбой вернуть назад его тётушек. Мэр Парижа Жан Сильвен Байи попытался выступить в качестве посредника, предложив допустить во дворец для встречи с королём небольшую группу из 20 делегатов. Однако национальная гвардия во главе с Лафайетом по-прежнему решительно никого не пропускала, и разогнала толпу после трёхчасового противостояния.

## День кинжалов

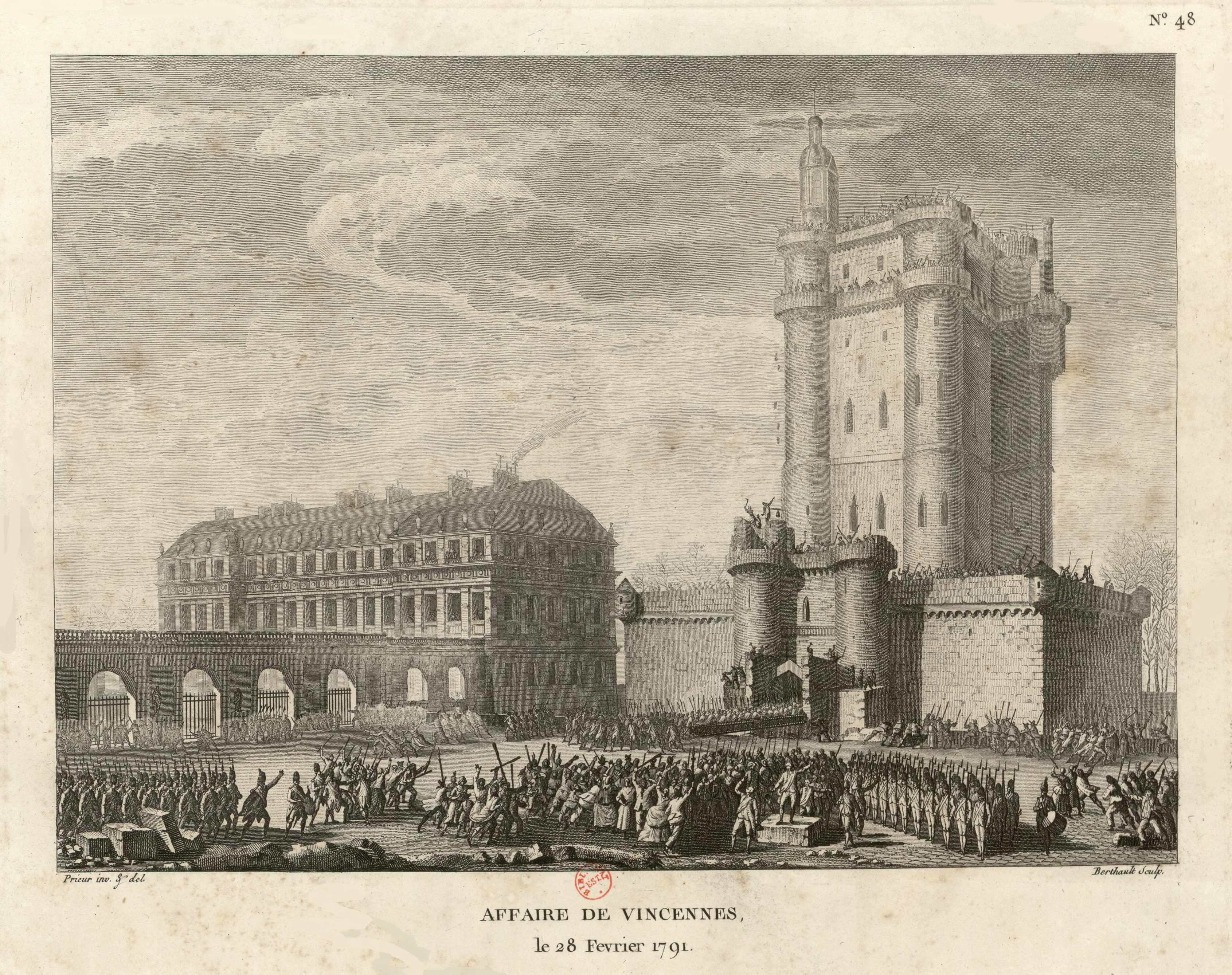
Лафайет обращается к толпе, разрушающей темницу в Венсенском замке 28 февраля 1791 года

В то время как слухи о возможном бегстве короля из Франции распространялись по столице, муниципалитет Парижа проголосовал за восстановление темниц Венсенского замка, чтобы разместить больше заключенных. Однако поползли слухи, что между Тюильри и замком есть подземный ход. Многие поверили, что реставрация замка была частью заговора с целью замаскировать проход и позволить королю тайно покинуть Францию. Таким образом, 28 февраля 1791 года рабочие из предместья, вооруженные кирками и пиками, направились вслед за Антуаном Жозефом Сантером в Венсен, чтобы снести тюрьму. Их цель заключалась в том, чтобы не дать королю сбежать через замок и демонтировать «последний оставшийся символ старого порядка».
В то время как Лафайет вместе с отрядом Национальной гвардии направился в Венсен, чтобы подавить там беспорядки, многие дворяне стали беспокоиться о безопасности короля из-за отсутствия охраны. Встревоженные возможностью заговора якобинцев с целью убийства королевской семьи и двора, сотни молодых дворян со спрятанным оружием, таким как кинжалы и ножи, отправились в Тюильри, чтобы защитить короля. Их численность оценивается от 250 до 800 человек; по некоторым данным, их возглавлял герцог д’Омон, камер-юнкер (фр. Premier gentilhomme de la Chambre). Однако оставшиеся офицеры Национальной гвардии заподозрили, что вооружённая знать собирается устроить контрреволюцию. Лафайет быстро вернулся из Венсена и попытался разоружить дворян. Те сопротивлялись до тех пор, пока король, который хотел избежать крупного конфликта, не потребовал, чтобы они сложили оружие с обещанием, что оно будет возвращено на следующий день. Дворяне, наконец, сдались и покинули Тюильри после тщательного обыска, издевательств и жестокого обращения со стороны Национальной гвардии.
На следующий день Лафайет повесил на стенах столицы прокламацию, уведомляющую Национальную гвардию о том, что в Тюильри больше не допускаются люди, «справедливо подозреваемые в рвении». Конфискованное у знати оружие было присвоено солдатами и продано.

## Последствия

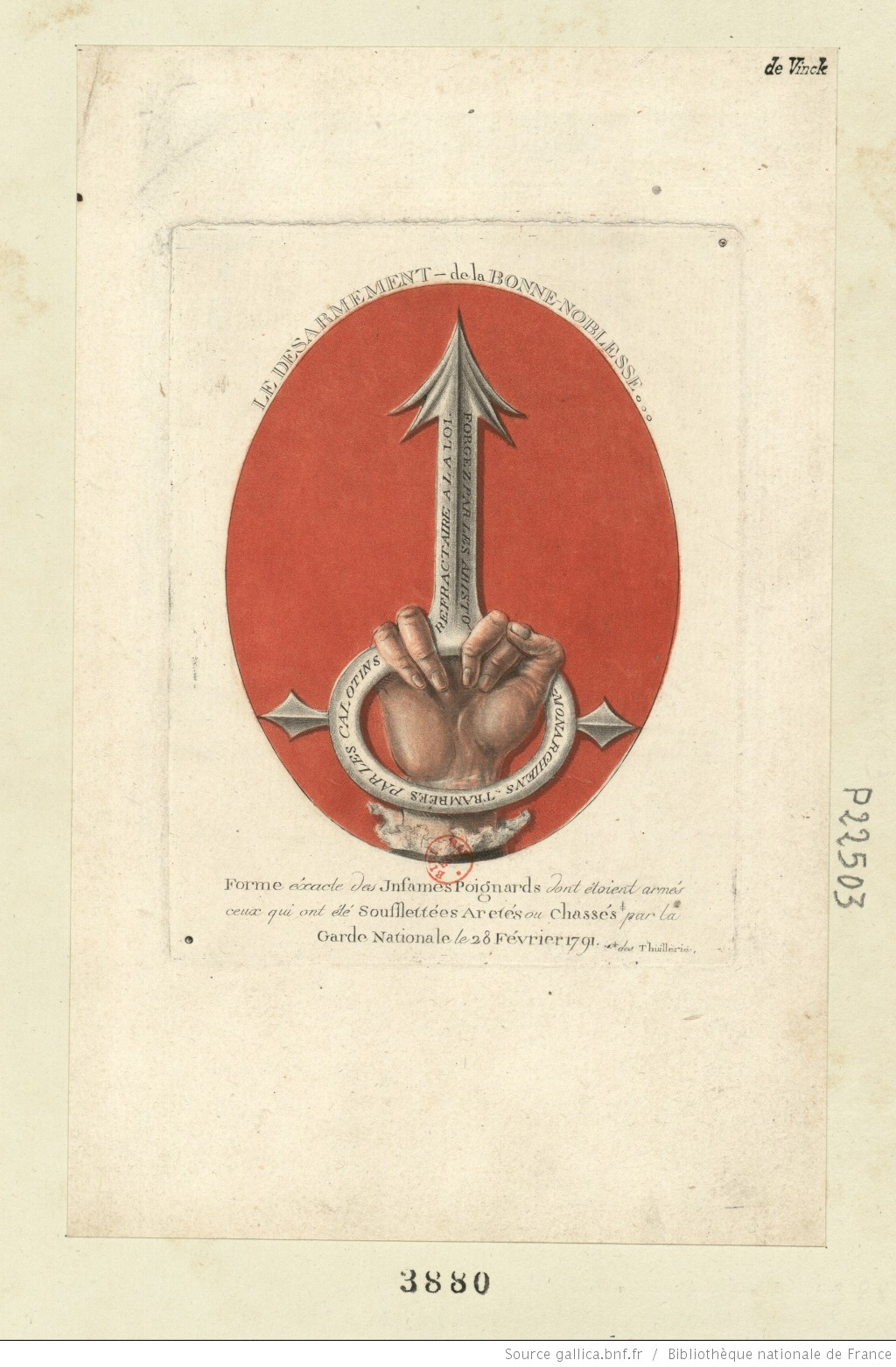
Разоружение знати

Конфликт 28 февраля, позже названный Днём кинжалов, унизил монархистов, прибывших в Тюильри, чтобы защитить короля. Некоторые действия Лафайета на следующий день подтвердили слух о том, что дворяне планировали захватить короля, создав таким образом легенду о заговоре «рыцарей кинжала» (фр. Chevaliers du poignard). Образ «рыцарей кинжала» использовался в пропагандистских целях конституционалистами. В одной из карикатур гравера Вильнёва под названием «Разоружение знати» показана «точная форма» использованных кинжалов: кинжал с кольцеобразной рукояткой и надписями, утверждающими, что лезвие было выковано аристократами и что монархисты были сбиты с толку священниками.
Действия Людовика XVI в тот день ещё сильнее уменьшили уважение к нему и его королевской власти. Роялисты чувствовали себя преданными, когда он встал на сторону Национальной гвардии, в то время как радикальная пресса раскручивала событие как неудачную попытку контрреволюции. Считается, что этот инцидент помог королю принять окончательное решение бежать из Парижа 20 июня 1791 года из-за ослабления его власти, усиления наложенных на него ограничений и его несогласия с Учредительным собранием по вопросу о католических священниках.